# Eva Waginger
Eva Waginger (geborene Koroschitz, * 5. April 1955 in Linz) ist eine österreichische Wirtschaftswissenschaftlerin, die zuletzt am Institute for Multi-Level Governance and Development am Department Sozioökonomie an der Wirtschaftsuniversität in Wien forschte und lehrte.

## Karriere
Waginger absolvierte das Studium der Handelswissenschaften an der Wirtschaftsuniversität Wien und belegte Teilstudien der Biologie (Univ. Wien) und Agrarökonomie (BOKU Wien). Sie war über 10 Jahre lang Assistentin bzw. wissenschaftliche Mitarbeiterin am ehemaligen Institut für Botanik und Lebensmittelkunde der Veterinärmedizinischen Universität Wien.
Bei Josef Hölzl forschte sie am Institut für Technologie und Warenwirtschaftslehre (anschließend bei Gerhard Vogel: Technologie und Nachhaltiges Produktmanagement), betreute FORUM WARE in der Schriftleitung. Im Mittelpunkt ihres Interesses stand stets das Verhältnis von ökologischen und naturwissenschaftlichen Grundlagen, zur ökonomischen Ideologie und technischen Entwicklung. Dieses Interesse konnte sie in ihrem Fachgebiet der Allgemeinen Technologie und Warenwissenschaft zunehmend mit der Umweltrelevanz von Produktion und Konsum in Lehre und Forschung einbringen.
Ihre Forschungsschwerpunkte waren Konsumentenpartizipation, Technische und Produktrisiken sowie Stoff- und Ressourcenströme in ökologischen und sozialen Systemen. Sie blickt auf eine umfassende Lehr- und Betreuungstätigkeit zurück, trat bei zahlreichen Konferenzen als Vortragende auf und hielt viele Gastvorlesungen an verschiedenen europäischen Wirtschaftsuniversitäten.
Derzeit engagiert sie sich zunehmend für mehr Transparenz zum Thema Konsum: die Vermittlung der Zusammenhänge zwischen Umweltbeanspruchung, sozialen Fragen und industriellem Konsumstil sowie Lösungsansätze zur Korrektur der Fehlentwicklungen sieht sie als zwar wenig populäres, aber zunehmend drängendes Thema.

## Publikationen (Auswahl)
- mit Karl Kollmann: Warenlehre / Warenwirtschaftslehre-Diskussion. Bildungsaufgaben einer zeitgemäßen Warenlehre. WordPress, 28. November 2012.
- Is there a need to teach knowledge on commodity science and technology at economic universities in a globalized world?. Vortrag am 1. Mai 2010, In Managerial Challenges or the Contemporary Society. Faculty of Economics and Business Administration, Babes-Bolyai University (Hrsg.). Cluj: Econ, S. 1–5
- Product labeling and consumer responsibiliy. Vortrag am 1. Okt. 2012, Technology and Innovation for a sustainable future: a commodity science perspective: 18th IGWT Symposium, Rome, 24th to 28th Sept 2012. Roberto Merli (Hrsg.). Rom
- Veraltet aber aktuell: die geplante Obsoleszenz. in: Forum Ware 43 (2015) 1-2, S. 37–41.